# Ржевские бани
Ржевские бани — расположены в г. Москве по адресу: Банный проезд 3, стр. 1, площадь 2566,2 м².

Ржевские бани строились в 1888 году рядом с водоемами (рядом протекала р. Напрудная) и в районе Напрудного переулка по карте Ильина 1890 года указаны два пруда возле церкви святого Трифона, откуда воду в бани по-видимому и брали. Строили бани на месте расположения старых бань, название которых не сохранилось, в Корзуновском переулке (ныне Банный проезд).
С XVII века здесь находилась Дворцовая Напрудная слобода, где стоял государев Воловий двор, переведенный в Измайлово только при Петре. Место размещения бань — в самом центре Напрудной слободы, земли которой со второй половины XVII столетия выделяли для переселенцев из западных русских городов под новую, Мещанскую слободу, заселяли выходцы из данника Литвы — Ржева. Есть версия, что от ржевских поселенцев и бани скорее всего брали своё бытовое наименование.
Доподлинно известно, что бани в Корзуновском переулке (ныне Банный проезд) выстроил купец 2-й гильдии Иван Малышев. Так их и называли первое время после постройки Малышевскими, затем бани из Малышевских как то превратились в Крестовские, а название Ржевские то ли вернулось, то ли закрепилось за баней уже во время Отечественной войны — в ней мылись воинские части, отправлявшиеся на фронт с находившегося поблизости Ржевского (ныне Рижского) вокзала.
Ржевские бани с момента создания пользовались популярностью у простолюдинов, купцов, студентов, художников, писателей и поэтов. В те времена главным клубом, где каждый находил свой круг общения была раздевалка бани и буфет с разнообразными напитками. Ржевская баня имеет свою котельную, как и Селезнёвские бани, благодаря чему могут не закрываться на профилактический перерыв в связи с сезонными отключениями горячей воды центрального отопления и имеют пространство для маневра. На качество пара своя котельная никак не влияет.
Вот что пишет газета Комсомольская правда:
«Известны Ржевские бани своими парилками с хорошей каменками и вентиляцией. Говорят, там пар какой-то особый. В Ржевских банях работают одни из лучших массажистов Москвы. Так косточки вправляют, что после сеанса старики про костыли забывают. Бегать начинают.»
Интерьер комплекса «Ржевские бани» выглядит достаточно добротно. Выглядят солидно благодаря чему и залы для отдыха смотрятся весьма привлекательно.
Ржевские бани до сих пор работают в формате общественных бань, хотя уже и принадлежат частным лицам. Здесь есть и сауна, и номера повышенной комфортности. Парят в Ржевских банях по старорусскому канону — такой способ иногда называют «старомосковским» — именно так парились с XVII по конец XIX века во многих российских и финских банях (чаще в дворянских отделениях), в которых в парилке скамьи стояли вдоль стен, а вся площадь пола была свободна для лежания. Лежащих на полу любителей пара обмахивали бабы-банщицы большими ветвями березы, дуба, вишни, сливы.
«Старорусский» способ парения уже мало где сохранившийся — состоит из трех этапов:
Этап первый — подготовка парной: парилку тщательно моют и готовят полы для лежания: иногда на них застилают сено, иногда ветви и листья(эвкалипт, лавр, пихта, т.д.), иногда траву или сочетания трав (мята, душица, чабрец и тд), а в особых случаях лепестки цветов (розы, пионы, ромашка или роскошные мягкие ковры ручной выделки). Так было в XVIII веке, но уже с середины XIX века и в наше время чаще всего полы просто вымывают с содой, а травы и наборы трав для запаха развешивают по стенам.
Этап второй — готовят пар и насыщают парилку кислородом. Этим занимается команда. Они делают пар недолго и умело, быстро и точно забрасывая в жерло печи-каменки воду шайками, потом сбрызгивают стены парилки настоями и ароматами. Затем приглашают на пар людей из зала.
Этап третий: люди ложатся на полу «ромашкой» ногами к центру. В центр приходит «хозяин пара» с большой ветвью дуба, канадского клёна, березы, вишни или же с наборной искусственной ветвью из веточек разных пород. Иногда ветви заменяют специальными опахалами или же сухой чистой простынью навернутой на специальную палку-черенок. Хозяин пара просит тишины- и начинает потихоньку зачерпывая пар сверху, окатывать им помахиваниями лежащих любителей. Тишина прерывается только покряхтываниями, сладострастными стонами и охами лежащих людей.
Интересна и история возрождения способа, рассказанная мастером пара по прозвищу «Генерал» (ныне покойным). В конце тридцатых годов в Селезневских банях какой-то тщедушный старичок, вернувшийся из мест отсидки, рассказывал за рюмкой в буфете народу, как парились его отец и дед, дворяне по происхождению. Рассказывал неоднократно, тем кто поднесет ему рюмашку — 100 грамм водки. В итоге группа молодых студентов, попросила этого деда показать им все, что он рассказывает — а сами студенты взялись делать то, чего старик по немощи сам не сможет. Попробовали. Всем понравилось. И потом долго в Селезневских банях существовал кружок обмахивальщиков, а когда в 1941 году началась Отечественная война, то о способе подзабыли, так как из «команды» все ушли на фронт. Но уже в 1950-е годы пришли снова в баню уцелевшие фронтовики из числа тех студентов и возродили кружок старинного пара. И обмахивание по-старорусски просуществовало в Селезневских банях до 1970-х годов- только уже вместо ветвей обмахивались простынями, обернутыми на палку и специальными опахалами — сделанными на московских заводах-ящиках умельцами. В 1970-е годы часть «селезневских» мастеров пара перешла париться в Ржевские бани — обнаружив там чудом уцелевший пол парилки, сделанный по-старому. Так начиная с 80-х годов XX века потерянная было традиция через 100 лет вернулась в Ржевские бани.